# 檜山袖四郎
檜山 袖四郎（ひやま そでしろう、1899年〈明治32年〉1月1日 - 1979年〈昭和54年〉6月29日）は、日本の政治家（第38、39、45、46代広島県議会議長）、実業家。広島カープ代表取締役。旧名は末三。

## 経歴
広島県安芸郡船越村（現・広島市安芸区）に生まれる。父親は袖四郎。生家はごく普通の農家だった。1917年（大正6年）3月、寺川塾を卒業。家業の土木建設業を継ぐ。父の死後に袖四郎を襲名する。
1947年（昭和22年）、広島県議会議員に当選、8期32年間つとめる。その間、1948年（昭和23年）11月から1951年（昭和26年）4月まで第44代副議長を務めた。また、1951年（昭和26年）5月から1955年（昭和30年）4月まで、1963年（昭和38年）5月から1967年（昭和42年）4月まで、同年5月から1971年（昭和46年）4月までの通算12年にわたって、議長を務めた。
さらに全国都道府県議会議長会会長、自治省参与、全国治水期成同盟会副会長、全日本交通安全協会副会長、広島県緑化推進委員会委員長、広島県土木協会会長、自由民主党広島県支部連合会幹事長等の要職を歴任する。
1979年4月の県議会議員選挙には立候補しなかった。同年6月29日に急性心不全で死去した。

## 人物
広島市安芸区船越4丁目の岩瀧神社参道根際に「檜山袖四郎像」が建立されている。
住所は広島市安芸区船越町西。

## 栄典
- 1959年（昭和34年） - 藍綬褒章[4][10]
- 1969年（昭和44年） - 勲二等瑞宝章[3][10][16]
  - 地方自治の発展に寄与[3]。

## 家族
檜山家
- 父・袖四郎（? - 1929年、農業、土木請負業）[9]
- 長男・且典（1929年 - 2014年、鴻治組社長）[4]
  - 同妻[4]
  - 同長男・典英[4]（鴻治組社長）
  - 同二男
  - 同長女[4]
- 四男・俊宏（広島県議会議員、1944年 - ）